# برایان پی. برنز

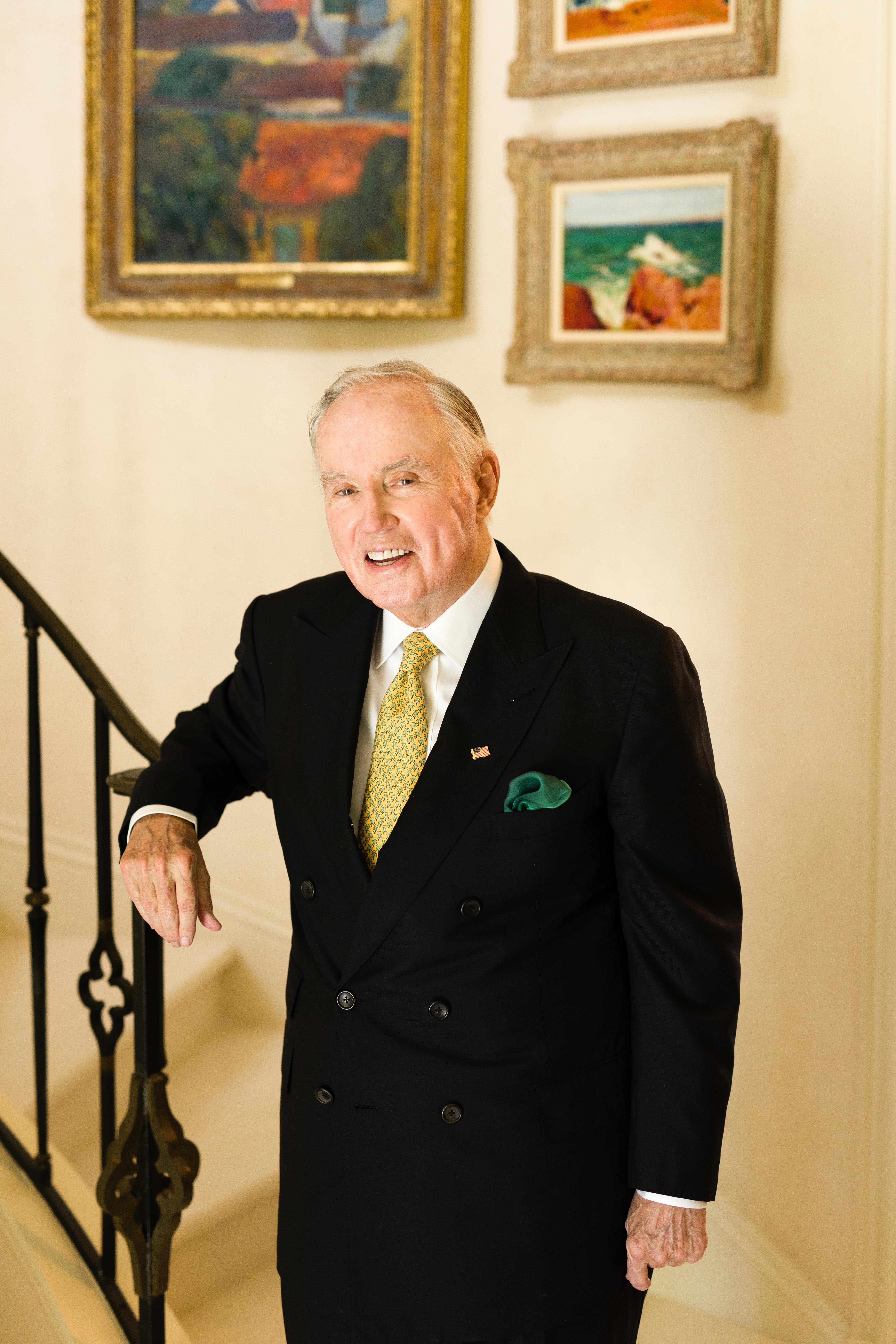
برایان پی. برنز

برایان پی. برنز (Brian P. Burns) (زادهٔ ۱۲ ژوئیه ۱۹۳۶ – درگذشتهٔ ۱۲ اوت ۲۰۲۱)، کارآفرین، وکیل و نوع‌دوست آمریکایی بود. او رهبر جامعهٔ ایرلندی-آمریکایی و مجموعه‌دار سرشناس هنر ایرلندی بود. در دسامبر ۲۰۱۶، طبق گزارش مگی هابرمن در روزنامهٔ نیویورک تایمز، دونالد ترامپ، رئیس‌جمهور منتخب آن زمان، قصد داشت برنز را به‌عنوان سفیر بعدی ایالات متحده در ایرلند معرفی کند. با این حال، در ژوئن ۲۰۱۷، برنز به‌دلیل بیماری از پذیرش این سمت انصراف داد.

## زندگی شخصی و تحصیلات

### خانواده
برایان پی. برنز که در بوستون، ایالت ماساچوست به‌دنیا آمد، از نسل سوم آمریکایی‌های ایرلندی‌تبار بود که اصل‌ونسب آن‌ها به شهرستان کری در منطقهٔ جنوب‌غربی ایرلند بازمی‌گشت. پدر برنز، ارجمند جان جی. برنز (زادهٔ ۱۹۰۱- درگذشتهٔ ۱۹۵۷)، در ۲۹ سالگی استاد حقوق در مدرسه حقوق هاروارد و در ۳۰ سالگی عضو دادگاه عالی ماساچوست شد. پدرش اولین مشاور کل در کمیسیون بورس و اوراق بهادار به ریاست جوزف پی. کندی سنیر بود که در سال ۱۹۳۴، فرانکلین دی. روزولت آن را تأسیس کرده بود. در سال ۱۹۳۶، پدرش از سمت خود استعفا داد و به‌عنوان شریک ارشد به شرکت حقوقی برنز، کری، ریچ و رایس در نیویورک پیوست.
برایان پی. برنز و همسرش آیلین صاحب هشت فرزند، چهار فرزند از ازدواج‌های قبلی و پانزده نوه هستند. چهار فرزند برایان از ازدواج اولش با شیلا اوکانر برنز بودند. در زمان اعطای مدال اقتصاد آزاد آمریکایی به برایان برنز در سال ۲۰۱۲، در دانشگاه آتلانتیک پالم بیچ، سناتور سابق ایالات متحده جورج لمیوکس بیان کرد که برنز و همسرش آیلین دومین زوجی بوده‌اند که عالی‌ترین جوایز دانشگاه آتلانتیک پالم بیچ یعنی مدال اقتصاد آزاد آمریکایی و جایزهٔ زنان ممتاز را دریافت کرده‌اند؛ آیلین در سال ۲۰۱۱، جایزهٔ زنان ممتاز را دریافت کرده بود.

### تحصیلات
در سال ۱۹۵۹، برایان در ۲۳ سالگی، از دانشکدهٔ حقوق هاروارد فارغ‌التحصیل شد. او در سال ۱۹۵۷، تحصیلات خود را در کالج صلیب مقدس با موفقیت به پایان رساند. برنز دانش‌آموختهٔ مدرسهٔ سنت سباستین در نیدهام، ایالت ماساچوست بود.

## شغل حرفه‌ای
برایان پی. برنز رئیس شرکت حقیقی توسعهٔ املاک و مستغلات BF Enterprises بود. او در چندین شرکت حقوقی در سان‌فرانسیسکو شریک بود، ازجمله شرکت برنز و وایتهد (۱۹۷۸–۱۹۸۶)، شرکت کولینان، برنز و هلمر (۱۹۷۵–۱۹۷۸) و شرکت کولینان، هنکاک، روترت و برنز (۱۹۶۵–۱۹۷۴). برنز از سال ۱۹۷۹ تا ۱۹۸۹، مدیر شرکت کلوگ در بتل کریک، میشیگان بود و به‌عنوان اولین رئیس کمیتهٔ مالی در آنجا فعالیت کرد. او همچنین مدیر و رئیس کمیتهٔ اجرایی در شرکت کوکاکولا باتلینگ در نیویورک بود. برنز فعالیت خود را به‌عنوان شریک در شرکت حقوقی وبستر، شفیلد، فلیشمن، هیچکاک و بروکفیلد در نیویورک آغاز کرد، (۱۹۶۰–۱۹۶۴). در سال ۱۹۵۸–۱۹۵۹، او دستیار ویژهٔ مدیر بخش کمیسیون بورس و اوراق بهادار در دفتر نیویورک بود.

### ادغام صندوق ایرلندی-آمریکایی
در سال ۱۹۶۳، رئیس‌جمهور جان اف. کندی، اولین رئیس‌جمهور کاتولیک ایرلندی‌ـآمریکایی، از زادگاه اجدادی خود در وکسفورد، ایرلند بازدید کرد. طی این بازدید، او و رئیس‌جمهور ایرلند، ایمون دو والرا، بنیاد ایرلندی-آمریکایی را برای تسهیل جمع‌آوری کمک‌های مالی برای مؤسسات و خیریه‌های ایرلندی و ایرلندی-آمریکایی تأسیس کردند. کندی در سال ۱۹۶۳، برایان پی. برنز را به‌عنوان اولین مدیر بنیاد ایرلندی-آمریکایی منصوب کرد. او به‌عنوان مدیر بنیاد، نقشی مهم در جمع‌آوری کمک‌های مالی برای بازسازی کتابخانهٔ مارش در محوطهٔ سنت پاتریک در دوبلین ایفا کرد. برنز همچنین کتابخانهٔ حقوق آمریکا در کالج دانشگاه کورک را به افتخار پدر مرحومش تأسیس کرد.
برایان برنز برای گسترش دامنهٔ فعالیت بنیاد ایرلندی-آمریکایی، آن را با صندوق ایرلند ادغام کرد. صندوق ایرلند را دن رونی از تیم پیتسبورگ استیلرز و سر آنتونی آوریلی، رئیس ایرلندی‌الاصل شرکت هاینز تأسیس کرده بودند. در سال ۱۹۸۷ و در روز سنت پاتریک، این دو سازمان در مراسمی در کاخ سفید ادغام شدند و صندوق ایرلندی-آمریکایی تشکیل شد. رئیس‌جمهور رونالد ریگان که ریاست این مراسم را برعهده داشت، بیان کرد:
جرج برنارد شاو زمانی نوشته‌است: «بدترین گناه نسبت به هم‌نوعانمان این نیست که از آن‌ها متنفر باشیم، بلکه بی‌توجهی نسبت به آنهاست: و این رفتار غیرانسانی است». به‌هرحال، به هر کسی که با این دو سازمان سروکار دارد، هیچ‌وقت نمی‌توان برچسب بی‌توجهی زد.
صندوق ایرلندی-آمریکایی، بزرگ‌ترین صندوق از ۱۲ صندوق تشکیل‌دهندهٔ صندوق‌های ایرلندی است. این صندوق‌ها نهادهایی خصوصی هستند که به‌منظور جمع‌آوری پول برای خیریه‌های ایرلندی و رفاه مهاجران ایرلندی تخصیص یافته‌اند. برنز متولی مادام‌العمر این سازمان بود.

### جوایز
در ۲۱ مارس ۲۰۱۳، برایان پی. برنز به همراه معاون سابق رئیس‌جمهور (و رئیس‌جمهور کنونی) ایالات متحده، جو بایدن، به تالار مشاهیر آمریکایی-ایرلندی راه یافت. جان ال. لاهی، در این مراسم او را به‌عنوان رئیس دانشگاه کوینیپیاک معرفی کرد.
در ۸ نوامبر ۲۰۱۲، برنز مدال اقتصاد آزاد آمریکایی را از دانشگاه آتلانتیک پالم بیچ دریافت کرد.
در سال ۲۰۱۳، به برنز جایزهٔ The Order of St. Patrick اعطا شد، جایزهٔ معتبری که انتشارات هریتیج برای تجلیل از دست‌آوردهای مهم آمریکایی‌های ایرلندی‌تبار در نظر گرفته‌است.
در سال ۲۰۰۰، پاتریشیا هارتی در کتاب خود به نام بزرگ‌ترین آمریکایی‌های ایرلندی‌تبار قرن بیستم، از برنز نام برده‌است. در سال ۱۹۹۶، مجلهٔ Arts and Antiques، از برنز به‌عنوان یکی از ۱۰۰ مجموعه‌دار برتر آثار هنری یاد کرد.
همچنین در سال ۱۹۹۶، برنز جایزهٔ مدال طلای جامعهٔ ایرلندیِ بوستون را دریافت کرد، افتخاری که او با دیگر چهره‌های مشهور ایرلندی و ایرلندی-آمریکایی، ازجمله کولم توبین (نویسنده) و رئیس‌جمهور سابق ایرلند، مری مک‌آلیس، شریک است.

## بشردوستی

### کتابخانهٔ جان جی. برنز در کالج بوستون
در سال ۱۹۸۶، برایان و خانوادهٔ برنز، کتابخانهٔ جان جی. برنز را در کالج بوستون بنا نهادند. این کتابخانه گنجینه‌ای از کتاب‌های کمیاب، مجموعه‌های منحصربه‌فرد و بایگانی‌هاست. مجموعهٔ ایرلندی این کتابخانه که به‌طور رسمی در سال ۱۹۴۸ تأسیس شد، یکی از بهترین منابع تاریخ، ادبیات و فرهنگ ایرلند در جهان است. کتابخانهٔ برنز در ۲۲ آوریل ۱۹۸۶ با تعهد به گسترش آثار ادبی ایرلندی افتتاح شد. کتابخانهٔ برنز که به‌عنوان نگهبان فرهنگ ایرلند از آن یاد می‌شود، به حفظ میراث تاریخی، ادبی، موسیقی و هنری ایرلند و دسترسی آزاد برای پژوهش، آموزش و درک همگانی از طریق منابع آنلاین و نمایشگاه‌های مستقر در محل متعهد شده‌است. این کتابخانه همچنان به غنابخشی و تنوع‌بخشی مجموعه‌های ایرلندی با خریدهای هدف‌مند و اهداییه‌ها ادامه می‌دهد. امروزه این کتابخانه بیش از ۵۰۰۰۰ جلد کتاب از تاریخ، ادبیات و فرهنگ ایرلند، ده‌ها مجموعهٔ دست‌نویس و بایگانی‌شده و نسخه‌های مهمی از عکس‌ها، آثار هنری، نقشه‌ها و چیزهای گذرای ایرلندی را در خود جای داده که آن را به بزرگ‌ترین و جامع‌ترین مجموعه از اسناد پژوهشی ایرلندی در خارج از این کشور تبدیل کرده‌است.
دارایی‌های این کتابخانه شامل بیش از ۳۰۰۰۰۰ کتاب و ۱۷ میلیون نسخهٔ خطی و صنایع‌دستی کمیاب است. این کتابخانه بزرگ‌ترین مجموعه از کتاب‌ها و دست‌نوشته‌های کمیاب ایرلندی را در نیمکرهٔ غربی دارد. دکتر رابرت کی. اونیل اولین کتابدار آنجا بود و طی ۲۶ سال فعالیت خود شماری از مهم‌ترین مجموعه کتاب‌ها و بایگانی‌های مربوط به چهار نویسندهٔ ایرلندی را که تاکنون برندهٔ جایزهٔ نوبل ادبیات شده‌اند، گردآوری کرده‌است: ویلیام باتلر ییتس (۱۹۲۳)، جورج برنارد شاو (۱۹۲۵)، ساموئل بکت (۱۹۶۹) و شیموس هینی (۱۹۹۵). بقیهٔ دارایی‌های بی‌نظیر شامل بایگانی‌های بابی هانوی، عکاس خبری ایرلند شمالی است که مشتمل بر بیش از ۷۵۰۰۰ تصویر می‌شود؛ تصاویری از درگیری‌های شبه‌نظامیان و زندگی روزمره در دهه‌های «درگیری‌های ایرلند شمالی» و نیز تعدادی از پرتیراژترین عکس‌های شیموس هینی و دیگر اسطوره‌های فرهنگی ایرلند.

#### بازدید تحقیقاتی در برنامه مطالعاتی ایرلند
برایان از طریق بنیاد برنز، برنامهٔ پژوهشگر مهمان برنز در برنامه مطالعات ایرلندی (Burns Visiting Scholar in Irish Studies) را در سال ۱۹۹۱ برپا کرد. این برنامه سرمایه‌گذاری مشترک میان کتابخانه‌های دانشگاه کالج بوستون و مرکز برنامه‌های ایرلندی است. کتابخانهٔ برنز در هر سال تحصیلی، پذیرای اساتید، نویسندگان یا هنرمندان برجسته‌ای است که نقشی مهم در حیات فرهنگی و فکری ایرلند داشته‌اند. این برنامه از زمان شروع، میزبان دانشمندان ایرلندی و بریتانیایی، ازجمله دو مدیر اسبق کتابخانهٔ ملی ایرلند، مورخان، زبدگان علوم سیاسی، متخصصان فرهنگ قرون وسطا، منتقدان ادبی و ویراستاران، متخصصان و شاعران زبان ایرلندی و یک نوازنده و موسیقی‌دان بوده‌است. این دانش‌پژوهان برای فعالیت‌های‌شان کمک مالی دریافت کرده و در پیشبرد پیوندهای فرهنگی ایرلندی-آمریکایی سهیم بوده‌اند. جرالد داو، دانش‌پژوه برنز در سال ۲۰۰۵–۲۰۰۴ می‌گوید: «مطالعات ایرلندی، هاله‌ای خاص از دانش فرهنگی و ادبی است.» کولمن اوکلابیگ، راهب بندکتین و دانش‌پژوه برنز در سال ۲۰۱۶، از فرهنگ ایرلند قرون وسطایی برای پژوهش دربارهٔ تأثیر مذهب بر جنبه‌های زندگی در میان مردم عادی بهره می‌برد. مارگارت کلهر، دانش‌پژوه برنز در سال ۲۰۰۳–۲۰۰۲، با استاد فیلیپ اولری از کالج بوستون در زمینهٔ بررسی پیشینهٔ کمبریج در ادبیات ایرلندی همکاری کرد که اولین تاریخ جامع ادبیات ایرلندی بوده که به هر دو زبان ایرلندی و انگلیسی نوشته شده‌است. این دو جلد کتاب پانزده قرن دستاورد ادبی، از اولین متون لاتین قرون وسطایی تا اواخر قرن بیستم، را دربرمی‌گیرد و منبعی مهم در پژوهش‌های ایرلندی به‌شمار می‌رود.

## مجموعه آثار هنری ایرلندی
بیشتر مجموعهٔ آثار هنری برایان، به‌جز چند استثنا، آثاری را شامل می‌شود که پس از قحطی بزرگ ایرلند پدید آمده‌اند. این مجموعه در موزه‌ها و مؤسسات فرهنگی مختلف در سراسر ایالات متحده و ایرلند به نمایش گذاشته شده‌است، ازجمله در موزهٔ هنر مک مولن، کالج بوستون، گالری هیو لین دوبلین، مرکز هنر بریتانیا در ییل در شهر نیوهیون، ایالت کنتیکت، مرکز کندی در واشینگتن دی. سی و موزهٔ هنر فینیکس در آریزونا. در سال ۲۰۱۴، این مجموعه در سرکنسولگری ایرلند در نیویورک، در نمایشگاهی با میزبانی شرکت Turlough McConnell Communications به نمایش گذاشته شد.
کیت رابینسون هدف برنز از جمع‌آوری آثار هنری ایرلندی را چنین توصیف می‌کند: «روشی برای مشارکت در توسعهٔ فرهنگی کشور آبا و اجدادی‌اش و تصحیح این تصور که ما ملتی [ایرلند] بدون ذوق و استعداد هنری بوده‌ایم». این مجموعه شامل نقاشی‌ها و مجسمه‌هایی از هنرمندانی نظیر اف.جی. دیویس، ارسکین نیکول، موریس مک‌گونیکال، والتر چتوود آیکن، رودریک اوکانر، هنری رابرتسون کریگ، سر جان لاوری، فرانک مک کلوی، لئو ویلان، جک باتلر ییتس و روآن گیلسپی است.